# Carl Coven Schirm
Carl Coven Schirm (né le 24 novembre 1852, mort le 3 avril 1928) est un peintre allemand de paysages.
Il est le plus jeune de la série des peintres réalistes de Wiesbaden Ludwig Knaus, Adolf Seel et Kaspar Kögler (de).
Il effectue avec Eugen Bracht en 1880/1881 un long voyage en Égypte, Palestine et en Syrie dont il rapporte des tableaux de paysages et de motifs orientaux.

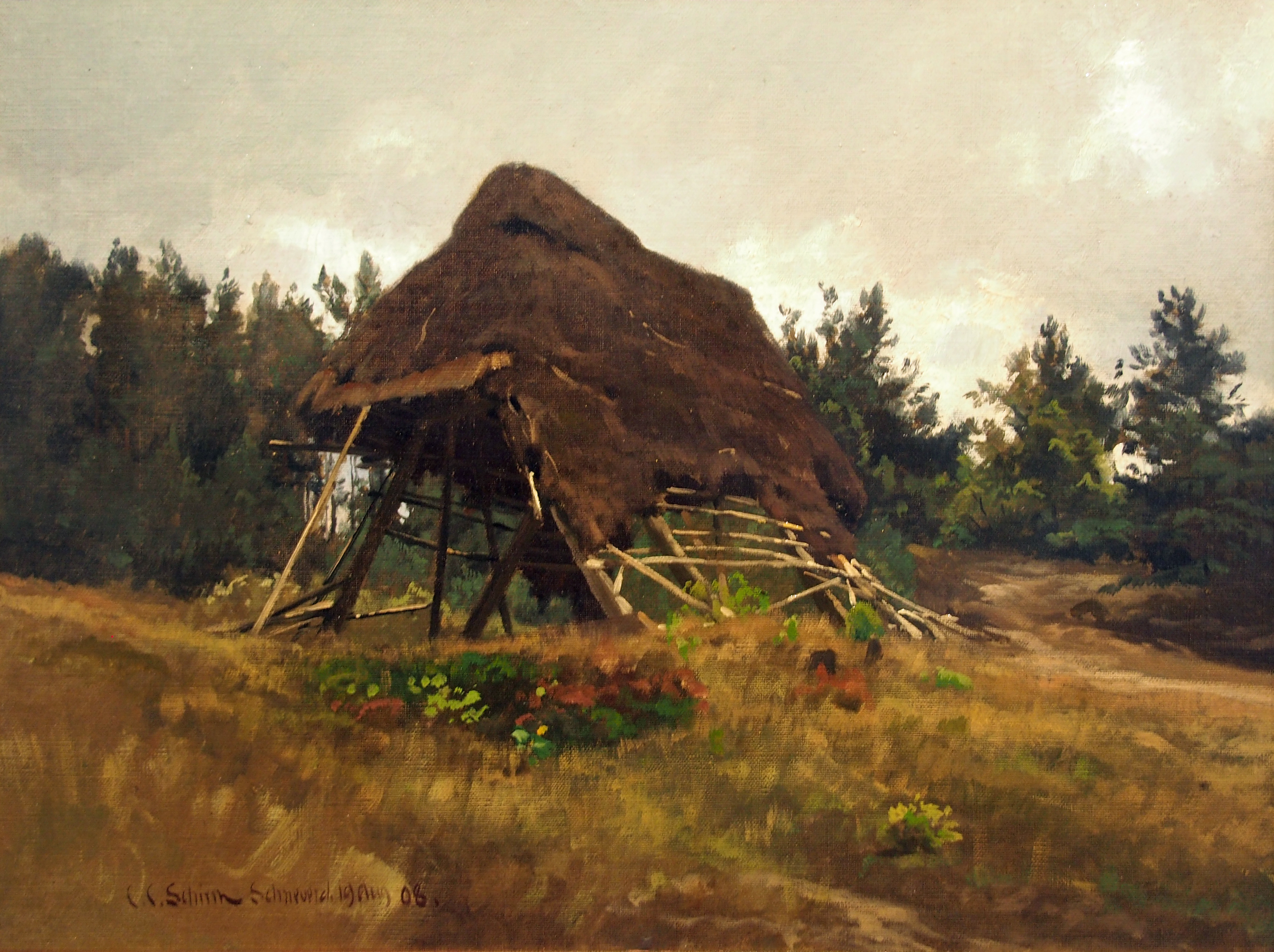
Verfallener Schafstall (1908)
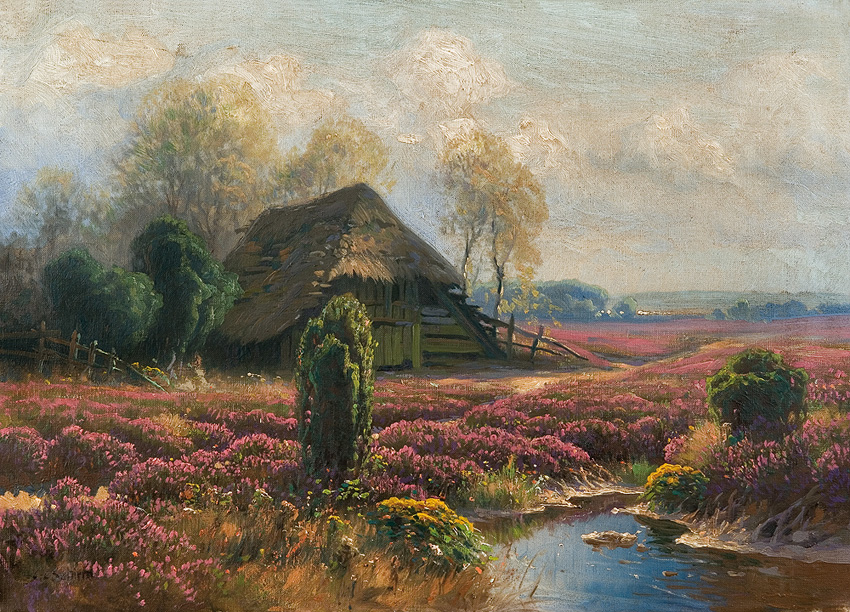
Bauernhütte im Heideland (avant 1928)
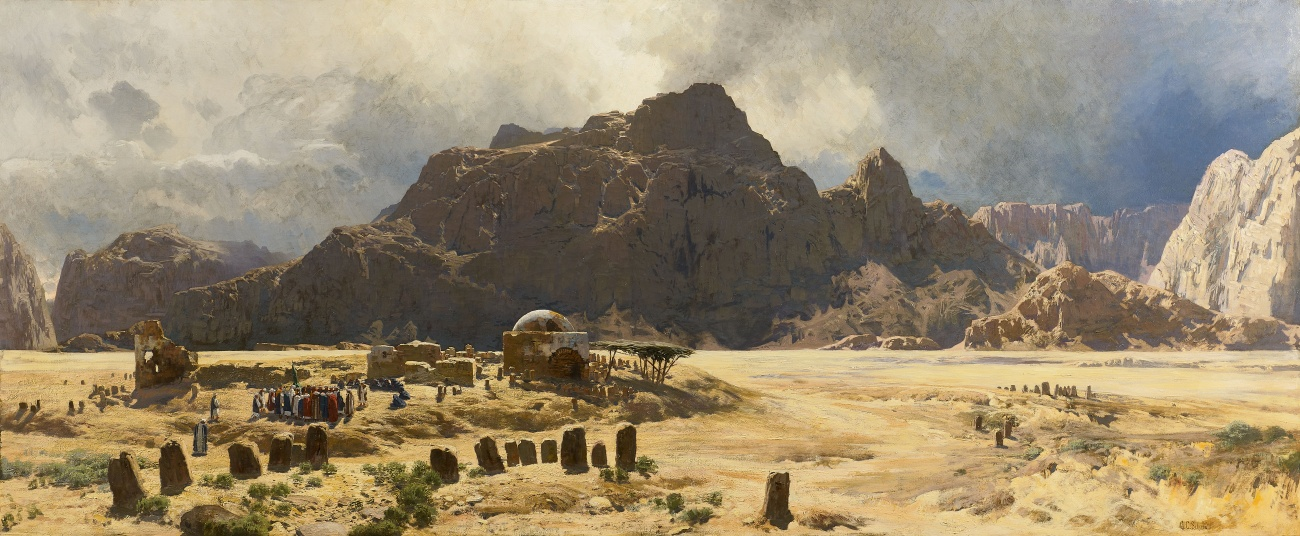
Sinaï (avant 1928)